# Eupithecia cupressata
Eupithecia cupressata är en fjärilsart som beskrevs av Richard F. Pearsall 1910. Eupithecia cupressata ingår i släktet Eupithecia och familjen mätare. Inga underarter finns listade i Catalogue of Life.